# Jean-François Lefèbvre, chevalier de la Barre

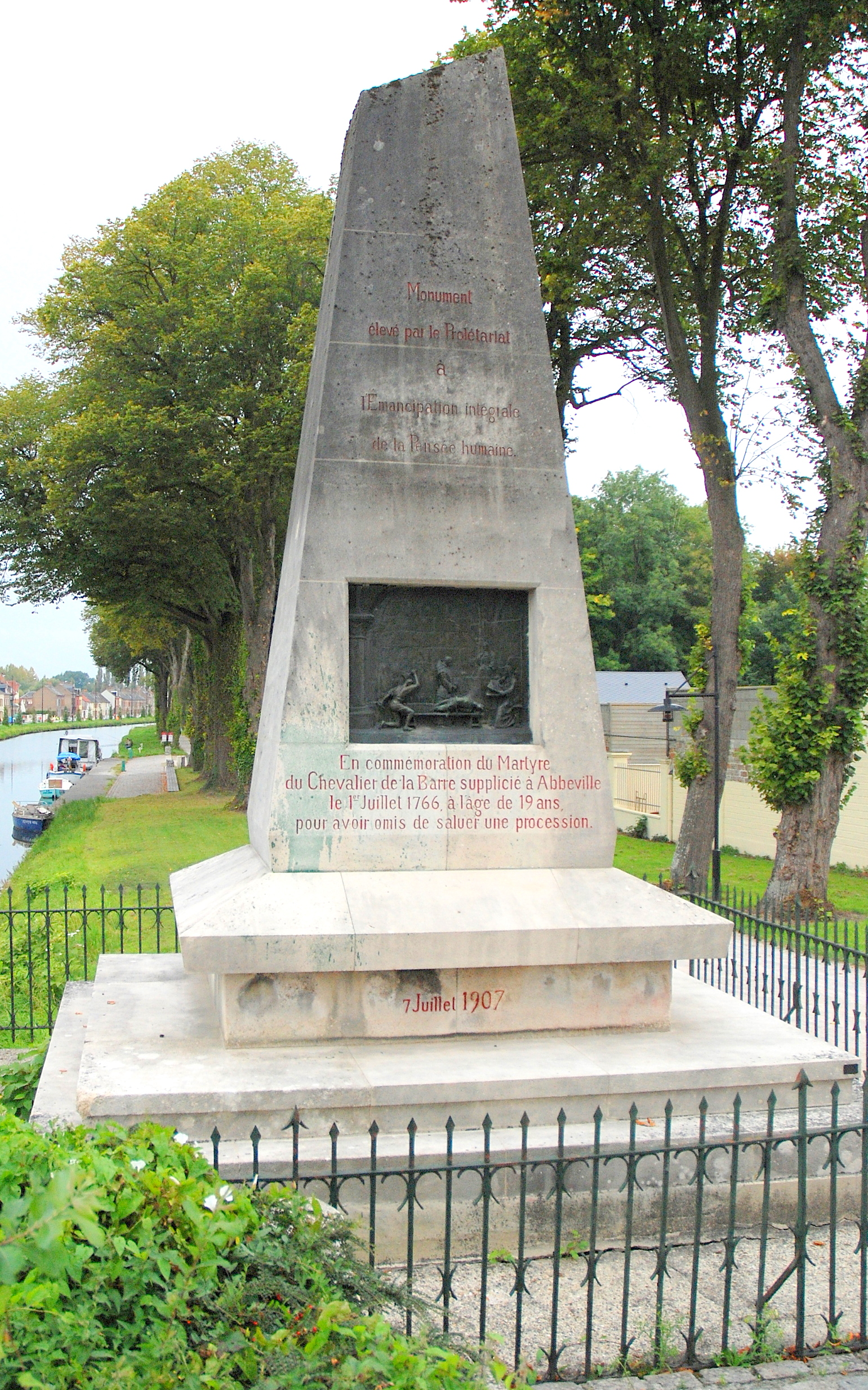
Denkmal in Abbeville

Jean-François Lefèbvre, chevalier de la Barre (* 12. September 1745 im Schloss von Férolles; † 1. Juli 1766 durch Hinrichtung in Abbeville/Somme) war ein französischer Adeliger, der Opfer eines religiös motivierten Justizmordes wurde. Sein Fall wurde in ganz Europa bekannt, weil sich Voltaire, wenn auch vergeblich, für seinen Freispruch eingesetzt hatte.
La Barre war, nach dem Ruin und Tod seines Vaters, als 16-Jähriger zusammen mit seinem älteren Bruder Jacques François von seiner Cousine väterlicherseits Anne Marguerite Feydeau de Brou aufgenommen worden, die Äbtissin der außerhalb von Abbeville in der Chaussee Marcadé gelegenen Zisterzienserinnen-Abtei Willancourt war. Hier geriet er in den Ruf, wenig fromm, wenn nicht gar antiklerikal zu sein.
Als man am 9. August 1765 entdeckte, dass das hölzerne Kruzifix auf der Brücke über die Somme einige Schrammen und Kerben aufwies, wurde sofort eine bewusste Schändung vermutet und auf Betreiben des Bischofs von Amiens eine Hatz auf den oder die mutmaßlichen Täter eröffnet. Der Verdacht fiel auf drei junge Leute: de la Barre und d’Etallonde, die im Jahr zuvor angesichts der 30 Schritt entfernten Fronleichnamsprozession ihre Hüte nicht abgenommen hätten, und Moinel, der seinen Hut unter dem Arm getragen habe. Zeugen beschuldigten La Barre zudem, irgendwann zwei schlüpfrige Lieder gesungen, eine obszöne Ode rezitiert und despektierliche Bemerkungen gegenüber religiösen Symbolen gemacht zu haben.
Bei der Durchsuchung seines Zimmers fanden sich drei verbotene Schriften: zwei Bücher erotischen Inhalts sowie das 1764 erschienene Dictionnaire philosophique portatif von Voltaire.
Das zuständige Gericht des Seneschalls von Abbeville verurteilte am 28. Februar 1766 den abwesenden, unter dem Namen Morival über Holland geflohenen d’Etallonde zum Abschneiden der Zunge, zum Abschlagen der rechten Hand und zur anschließenden Verbrennung bei kleiner Flamme. Der inhaftierte La Barre wurde eine Spur milder zum Abschneiden der Zunge, zum Abschlagen der rechten Hand, zur Folter, zur Enthauptung (auf die er – statt Hängen oder Anderem – als Adeliger Anrecht hatte) und anschließender Verbrennung verurteilt. Der 15-jährige Moinel, der ein Geständnis abgelegt hatte und durch La Barre entlastet worden war, kam frei.
Der Seneschall von Abbeville unterstand dem Parlement von Paris als Oberstem Gerichtshof. Das Urteil musste dort bestätigt werden. La Barres solides Alibi wurde auch hier nicht berücksichtigt, denn offensichtlich sollte ein Exempel statuiert werden. Mit einer Mehrheit von 15 zu 10 Richtern wurde das Urteil bestätigt und am 1. Juli 1766 in Abbeville von Pariser Henkern vollstreckt. Der König hatte die Begnadigung abgelehnt, um die Verwandte La Barres ihn ersucht hatten. Voltaires Dictionnaire wurde auf dem Scheiterhaufen mitverbrannt. Das Urteil gegen d’Etallonde wurde „in effigie“ vollstreckt, d. h. an einem Bildnis simuliert.
Voltaire, der sich mit publizistischen Mitteln eingeschaltet und die Öffentlichkeit alarmiert hatte, blieb erfolglos. Er wurde in Abwesenheit zu einer eher symbolischen Strafe verurteilt, allerdings im fernen Ferney nicht behelligt.
Die Hinrichtung La Barres verursachte Bestürzung unter den Parteigängern der Aufklärung in Frankreich, den Philosophes, die ebenfalls um ihr Leben fürchten mussten. Voltaire riet im ersten Schrecken seinen Freunden, Zuflucht im preußischen Kleve zu suchen.
Er selbst recherchierte eingehend über den Fall und veröffentlichte 1768 einen ausführlichen Bericht, den er pro forma an den großen italienischen Rechtsphilosophen Cesare Beccaria adressierte und der in der Tat in ganz Europa gelesen wurde: die Relation de la mort du chevalier de la Barre. Wiederaufgenommen hat er den Fall 1775 in der erweiterten Histoire du Parlement de Paris (Kap. LXIX) und im Cri du sang innocent, wo er den Werdegang d‘Ettalondes und seine Flucht berichtet: „Dieses unschuldige Blut schreit, ich schreie auch; und ich werde bis an meinen Tod schreien“.
Voltaires Kampf für die Sache La Barres und gegen das Pariser Parlement war mitentscheidend für die Justizreform, die Ludwig XV. seinen Justizminister (chancelier) Maupeou 1771 durchführen ließ (die allerdings von Ludwig XVI. bald wieder rückgängig gemacht wurde).
Anders als Jean Calas, für den sich Voltaire 1763 eingesetzt hatte, wurde La Barre während des Ancien Régimes nicht mehr posthum rehabilitiert, sondern erst, auf einen Antrag der Noblesse de Paris von 1789, durch einen Beschluss des Nationalkonvents vom 25. Brumaire des Jahres II (nach dem Revolutionskalender) bzw. 15. November 1793 (nach dem gregorianischen Kalender). Immerhin blieb er aufgrund des Aufsehens und der großen Empörung, die sein Fall erregte, die letzte Person, die in Frankreich wegen Blasphemie zum Tod verurteilt wurde.
D’Etallonde, der nach seiner Flucht unter dem Namen Morival Leutnant im Infanterie-Regiment No. 48 von Eichmann in Wesel in der preußischen Armee geworden war, wurde 1787 auf Vermittlung Friedrich Wilhelms von Preußen amnestiert und ließ sich in Amiens nieder. Voltaire hatte ihn in der Zwischenzeit unterstützt und sich für ihn eingesetzt.
1905, im Jahr der Trennung von Kirche und Staat in Frankreich, errichtete die Stadt Paris ein Denkmal für La Barre auf der Place Nadar auf dem Montmartre, in Sichtweite der Kirche Sacré Coeur. 1941 wurde die Statue auf Geheiß des mit den Nazis kollaborierenden Vichy-Regimes eingeschmolzen. Der Sockel trug die Aufschrift: „Dem Chevalier de la Barre, der hingerichtet wurde, weil er eine Prozession nicht gegrüßt hatte“. Eine laizistisch engagierte Association du Chevalier de la Barre pflegt sein Andenken. Die Statue wurde im April 2023 durch die französische Freidenker-Vereinigung neu aufgestellt.